# Cryptachaea pinguis
Cryptachaea pinguis là một loài nhện trong họ Theridiidae.
Loài này thuộc chi Cryptachaea. Cryptachaea pinguis được Eugen von Keyserling miêu tả năm 1886.